# 看板娘ホッピー・ミーナの HOPPY HAPPY BAR
『看板娘ホッピー・ミーナの HOPPY HAPPY BAR』（かんばんむすめほっぴー・みーなのほっぴーはっぴーばー）は、2006年4月10日からニッポン放送の制作により放送されているラジオ番組。
スポンサーはホッピービバレッジ。2006年11月から東名阪三大都市圏ネットになった。

## 概要
ホッピービバレッジ社長の石渡美奈がホッピー社の理念や経営学について語ったり、知人をゲストに呼んだり、新入社員を紹介したりする。

## パーソナリティ
- 石渡美奈 - ホッピービバレッジ副社長時に放送開始時、2010年3月26日に社長に就任

## アシスタント
番組冒頭のタイトルコールの出だしを担当しており、タイトルコールの声で当日のアシスタントがわかる。
- 垣花正（フリーアナウンサー、元ニッポン放送アナウンサー 開始当初より出演）
- 立川志らら（落語家 2015年3月9日以降、垣花と交代で出演）
- 荘口彰久（フリーアナウンサー、元ニッポン放送アナウンサー 2019年12月に出演）

## 放送時間
- ニッポン放送 毎週月曜 - 金曜 21:57 - 22:00（放送開始半年間は火曜 - 土曜の同時刻）
- 東海ラジオ放送 毎週月曜 - 金曜 21:57 - 22:00
  - 2006年11月 - 2007年3月 毎週月曜 - 金曜 20:10 - 20:13（『2COOL!』内）
  - 2007年4月 - 2007年9月 毎週火曜 - 土曜 21:46 - 21:49（公式サイトでは『Hit's Today』内と表記）
  - 2007年10月 - 2008年3月 毎週火曜 - 土曜 20:56 - 20:59 （月曜日のこの時間は『下川みくにの見えちゃうラジオ』のため1日遅れ）
  - 2008年4月 - 9月・ 2009年4月 - 9月毎週火曜 - 土曜 21:46 - 21:49（公式サイトでは『Hit's Today』内と表記）
  - 2008年10月 - 2009年3月・2009年10月 - 毎週月曜 - 金曜 20:56 - 20:59
  - 2010年4月5日 - 毎週月曜 - 金曜 21:57 - 22:00
- ラジオ大阪 毎週月曜 - 金曜 20:26 - 20:29
  - 2007年3月まで毎週月曜 - 金曜 20:05 - 20:08（月曜 - 木曜は『街角ステーション 僕らのラジオ』内）
  - 2016年度以降、『OBCドラマティック競馬金曜版 そのだ金曜ナイター中継』の終了時刻が20:26から20:45に繰り下げられたが、当番組は『その金ナイター』に内包という形となり、放送時間は変わらず。

ニッポン放送と東海ラジオでは『スポーツ伝説』の後続として放送している。
ニッポン放送と東海ラジオでは当日夜にナイター中継（ニッポン放送ショウアップナイター・東海ラジオ ガッツナイター）が編成された場合、中継終了時間によっては当番組が中止となることがある。休止となった場合でもニッポン放送 ポッドキャスティングステーションで当日の内容は聴取可能。